# Pfarrhaus (Niederstaufen)

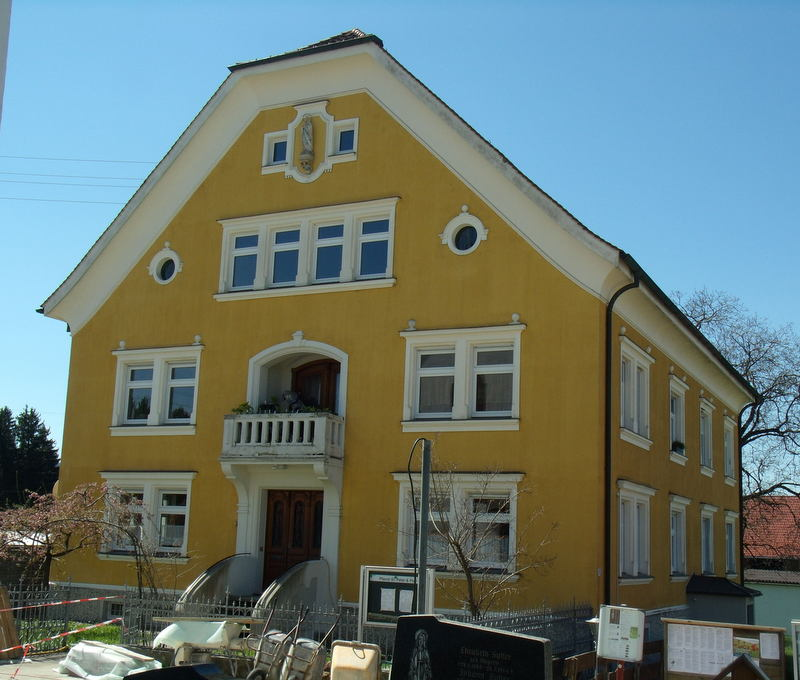
Ehemaliges Pfarrhaus in Niederstaufen

Das Pfarrhaus in Niederstaufen, einem Gemeindeteil von Sigmarszell im schwäbischen Landkreis Lindau in Bayern, wurde Ende des 19. Jahrhunderts errichtet. Das ehemalige Pfarrhaus an der Allgäustraße 18 ist ein geschütztes Baudenkmal.
Der zweigeschossige Massivbau mit Schopfwalmdach wurde im Stil des Neobarock errichtet.